# Ernst-Rainer Hönes

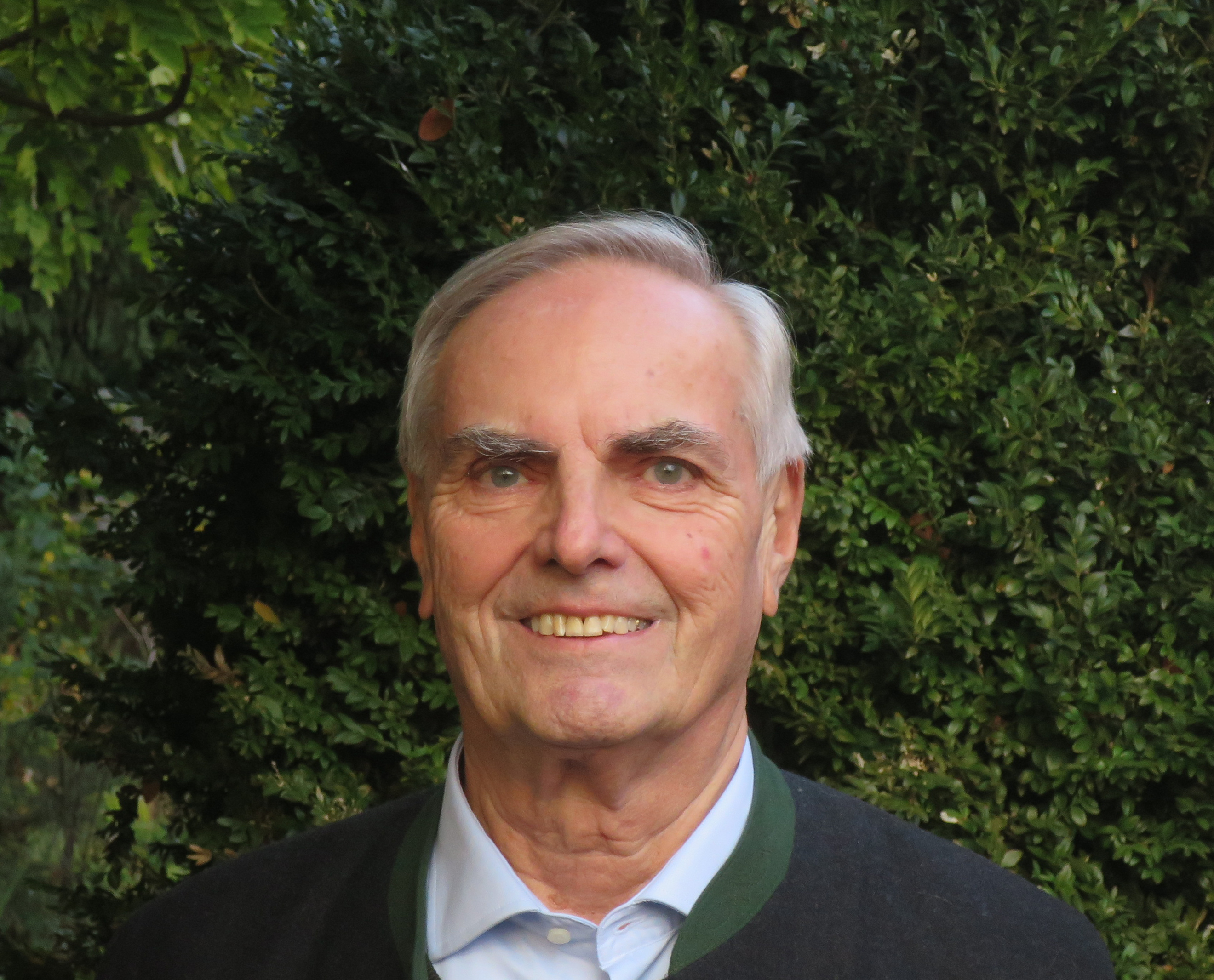
Ernst-Rainer Hönes 2018

Ernst-Rainer Hönes (* 19. Februar 1942 in Wolfstein) ist ein deutscher Denkmalpfleger und Jurist. Er wirkt als Dozent an der Hochschule Mainz und der Johann Wolfgang Goethe-Universität Frankfurt am Main und gilt mit zahlreichen Veröffentlichungen als Spezialist für Denkmalrecht.

## Ausbildung
Ernst-Rainer Hönes studierte Rechtswissenschaft und Geschichte in Heidelberg und München. Weiterführende Studien folgten 1971/72 am Europa-Institut Saarbrücken und in den Sommersemestern 1972 und 1974 an der Deutschen Hochschule für Verwaltungswissenschaften in Speyer. Das erste juristische Staatsexamen legte er 1970 in München, das zweite Staatsexamen 1974 in Rheinland-Pfalz ab. 1986 promovierte er in Mainz. Anschließend studierte er an der Johannes Gutenberg-Universität Mainz Geschichte, Rechtsgeschichte, Vor- und Frühgeschichte und Kunstgeschichte.

## Karriere

### Ministerium
1974 bis 2000 leitete er das Referat Denkmal-, Kulturgüter- und Welterbeschutz im damaligen Kultusministerium von Rheinland-Pfalz (heute: Ministerium für Wissenschaft, Weiterbildung und Kultur). Dort hat er wesentlich am ersten für das ganze Bundesland geltenden Denkmalschutzgesetz von 1978 und nach dessen Erlass an dessen Weiterentwicklung mitgewirkt und es mehrfach kommentiert. An dem Gesetz zur Berücksichtigung der Denkmalpflege im Bundesrecht von 1980, das für die Gesetzgebung des Bundes die Bedeutung des Denkmalschutzes festschrieb, hat er maßgeblich mitgewirkt.
Auch nach seinem Ausscheiden aus dem aktiven Dienst als Referatsleiter im Ministerium im Jahr 2000 widmete sich Ernst-Rainer Hönes weiter ehrenamtlich der Gestaltung der rechtlichen Rahmenbedingungen für den Denkmalschutz in Deutschland und Europa, insbesondere durch seine schriftstellerische Tätigkeit.
Von 2000 bis 2010 war er Vorsitzender der Arbeitsgruppe Recht und Steuerfragen des Deutschen Nationalkomitees für Denkmalschutz.

### Lehre
Seit 1985 ist Ernst-Rainer Hönes Lehrbeauftragter für Öffentliches Recht an der Hochschule Mainz, wo er seit 2001 auch Honorarprofessor ist, seit 2011 ist er Lehrbeauftragter an der Universität Frankfurt („Archäologie und Recht“). Ernst-Rainer Hönes ist Gründungsmitglied des Arbeitskreises Theorie und Lehre der Denkmalpflege.

### Autor
Ernst-Rainer Hönes hat zahlreiche Publikationen und Aufsätze in Fachzeitschriften zu einer ganzen Reihe von Aspekten des Denkmalrechts, des Denkmalschutzes und der Denkmalpflege veröffentlicht, etwa zum städtebaulichen Denkmalschutz, der Berücksichtigung der Bau- und Bodendenkmalpflege im Bundesrecht oder zum Kulturlandschaftsschutz. Er hat auf diese Weise in den Ländern, beim Bund und in Europa die rechtlichen Rahmenbedingungen für die Denkmalpflege maßgeblich geprägt.

## Familie
Ernst-Rainer Hönes ist seit 1975 verheiratet und hat einen Sohn. Er wohnt in Mainz.

## Ehrungen
2013 erhielt Ernst-Rainer Hönes die Silberne Halbkugel des Deutschen Preises für Denkmalschutz.

### Zur Person
- Deutsches Nationalkomitee für Denkmalschutz (Hg.): Deutscher Preis für Denkmalschutz 2013. Bonn 2013. Ohne ISBN.

### Werke
nach Erscheinungsjahr geordnet 

#### Monografien

##### Gesetzeskommentare

###### Rheinland-Pfalz
- Denkmalschutz und Denkmalpflege in Rheinland-Pfalz. Kommentar für die Praxis = Kommunale Schriften für Rheinland-Pfalz 44. Gemeindeverlag, Köln 1984. ISBN 978-3-555-45074-2
- Denkmalrecht Rheinland-Pfalz. Kommentar. 2. Auflage. Deutscher Gemeindeverlag, Mainz 1995. ISBN 978-3-555-45101-5

###### Nordrhein-Westfalen
- zusammen mit Dimitrij Davydov, Dieter Martin und Birgitta Ringbeck: Denkmalschutzgesetz Nordrhein-Westfalen. Kommentar. 2. Auflage. Wiesbaden 2010. ISBN 978-3-8293-0933-2
- zusammen mit Dimitrij Davydov, und Birgitta Ringbeck: Denkmalschutzgesetz Nordrhein-Westfalen. Kommentar. 3. Auflage. Wiesbaden 2012. ISBN 978-3-8293-1028-4
- zusammen mit Dimitrij Davydov, Thomas Otten und Birgitta Ringbeck: Denkmalschutzgesetz Nordrhein-Westfalen. Kommentar.
  - 4. Auflage. Wiesbaden 2014. ISBN 978-3-8293-0880-9
  - 5. Auflage. Wiesbaden 2016. ISBN 978-3-8293-1232-5

##### Sonstige Monografien
- Die Unterschutzstellung von Kulturdenkmälern = Schriften zur öffentlichen Verwaltung 27. Kohlhammer Köln 1987. Dissertation. ISBN 978-3-555-00724-3
- Denkmalrecht und Dorferneuerung. Eine praxisbezogene Abhandlung zur Erhaltung des ländlichen Raumes. Kohlhammer, Köln 1988. ISBN 978-3-555-00777-9
- Handbuch Städtebaulicher Denkmalschutz = Schriften zum Bau- und Vergaberecht, 24. Dr. Kovac, Hamburg 2015. 2 Bände. ISBN  978-3-8300-7988-0
- Entstehung des städtebaulichen Denkmalschutzes. Wernersche Verlagsgesellschaft. Worms 2018. ISBN 978-3-88462-385-5

#### Beiträge zu Sammelwerken
- In: Rudolf Stich, Wolfgang E. Burhenne u. a.: Denkmalrecht der Länder und des Bundes. E. Schmidt, Berlin:
  - Kommentar zum Gesetz zum Schutz deutschen Kulturgutes gegen Abwanderung (KultgSchG).
  - 15. Lieferung 1990. ISBN 978-3-503-02341-7. Kennziffer 420.
  - Lieferung 2/2009, ÜK/INT, Kennziffer 610 32.1 – 610 32.92 [Kommentar zur Haager Konvention zum Schutz von Kulturgut bei bewaffneten Konflikten vom 14. Mai 1954].
  - 1/2010, Kennziffer RV/BU 412 09.1 – 412 09.39 [Kommentar zum Strafgesetzbuch].
  - Lieferung 1/2010, Kennziffer RV/BU 410 45 – 410 64 [Kommentar zum Raumordnungsgesetz (ROG)].
  - Lieferung 1/2010, ÜK/INT, Kennziffer 610 53.1 – 610 53. 8 [Kommentar zum Abkommen betreffend die Gesetze und Gebräuche des Landkrieges].
  - Lieferung 2/2010, RV/BU, Kennziffer 412 113.1 – 412.113.76[Kommentar zum Baugesetzbuch (BauGB)].
  - Lieferung 1/2011, RV/BU, Kennziffer 412 113.77 – 412.113.145 [Kommentar zum Baugesetzbuch (BauGB) – Fortsetzung].
- Kommentar zum Bundeswaldgesetz (BWaldG) . In: Ernst-Rainer Hönes und Karl Wolfgang Göhner (Hg.): Denkmalrecht der Länder und des Bundes (vormals: Rudolf Stich und Wolfgang E. Burhenne), Lfg. 1/2017, KOM/BU Kennziffer 430 01–23
- Denkmalschutzrecht. In: Otto Kimminich u. a.: Handwörterbuch des Umweltrechts (HdUR), Bd. 1. 2. Auflage. Berlin 1994. ISBN 978-3-503-03458-1, Sp. 394–401.
- Gründenkmäler. In: Dieter J. Martin und Michael Krautzberger (Hg.): Handbuch Denkmalschutz und Denkmalpflege. München 2004, Teil  C IV, S. 134 – 138 und D VII Nr. 5, S. 246–251.
- Denkmalschutz in Rheinland-Pfalz. Darstellung, Praxis der Kommunalverwaltung. Kommunal- und Schul-Verlag, Wiesbaden = Praxis der Kommunalverwaltung. Landesausgabe Rheinland-Pfalz [Loseblattsammlung], G 11 RhPf
  - 1. Auflage: 2005. ISBN 978-3-8293-0758-1
  - 2. Auflage: 2011. ISBN 978-3-8293-0947-9
- Gründenkmäler. In: Dieter Martin und Michael Krautzberger (Hg.): Handbuch Denkmalschutz und Denkmalpflege. 2. Aufl. München 2006, C IV, S. 149 – 152 und D VII Nr. 5, S. 288–294.
- Rechtliche Rahmenbedingungen der städtebaulichen Denkmalpflege. In: Eidloth u. a. (Hg.): Handbuch Städtebauliche Denkmalpflege. Petersberg 2013, S. 115 – 145. ISBN 978-3-86568-645-9
- Gründenkmäler; Denkmalschutz und Naturschutz. In: Dieter Martin und Michael Krautzberger (Hg.): Handbuch Denkmalschutz und Denkmalpflege. 4. Auflage, neu herausgegeben von Dimitrij Davydov/Jörg Spennemann. München, 2017, C IV, Nr. 3b und c, Rn. 134–143, S. 177–180 und H 1 Nr. 6, Rn. 23–59, S. 392–402

#### Herausgeberschaft
- zusammen mit Karl Wolfgang Göhner: Denkmalrecht der Länder und des Bundes. [Loseblattsammlung].